# Hidrosfera
Hidrosfera (iz grščine vodna sfera) v geografiji opisuje vso vodo, ki jo najdemo na površju nekega planeta in pod njim.

## Zemljina hidrosfera
Zemljino hidrosfero sestavljajo predvsem oceani, hidrosfera pa zajema tudi vsa morja, jezera, reke in podzemne vode. Povprečna oceanska globina je 3794 m, pet krat več kot povprečna celinska višina. Masa vseh oceanov je približno 1,35 x 1018 ali približno 1/4400 skupne mase Zemlje.
Zemlji pravimo tudi »Modri planet«, ker ima v primerjavi z drugimi planeti našega osončja zelo veliko vode. Približno 70,8 % (od tega 97 % morske vode in 3 % sladke vode) Zemljinega površja sestavlja voda, le 29,2 % pa kopno. Zemljina tirnica, geološka dejavnost, težnost, učinek tople grede, magnetno polje in ozračje bogato s kisikom spremenijo Zemljo v planet poln vode.

## Hidrosfera na splošno
Za življenjske procese na Zemlji je potrebna voda. Zato je za vsak živ organizem odločilna možnost oskrbe z vodo.Celotne zaloge vode na Zemlji imenujemo hidrosfera.
Hidrosfera se v obdobju razvoja človeka ni spreminjala.
Celotna količina vode v hidrosferi znaša 1,4×1018 m3. Ta voda je razporejena v treh velikih prostorih, in to v morjih, na celinah, kot kontinentalna in v ozračju kot atmosferska voda.
Volumenska porazdelitev vode v hidrosferi:
- Hidrosfera skupno 1,4×109km3
- Oceani 1,3×*109 km3
- ledeniki in polarni led 2,9×107 km3
- podtalnica 8,4×106 km3
- jezera in reke 0,2×106 km3
- ozračje 1,3×103 km3
- biosfera 0,6×103 km3

Največ hidrosferske vode je v oceanih in njihovih obrobnih morjih, in to kar 97,3 %.Preostalih 2,3 % vode je na kontinentih, od tega največ v ogromnih gorskih in arktičnih ledenikih.

## Voda v ozračju
V ozračju je zelo malo vode, le stotisočinka od celotne količine hidrosfere. Vendar je pomen te vode za podnebje na različnih zemeljskih področjih in velikost zbiralnikov sladke vode na celinah zelo velik.

## Voda na celinah
Celinske vode so neenakomerno porazdeljene v raznih zbiralnikih. Glede na velikost zalog so na prvem mestu ledeniki,v katerih je 29×1015 m3 vode. Sledijo zaloge podtalnice, ki je ocenjena na 8,4×1015 m3 vode. Od te količine pride le 0,066×1015m3 na vodo, ki je absorbirana v tleh. Pretežni del podtalnice je enakomerno porazdeljen na dve coni, in sicer na cono, ki je globlje kot 800 m, in na cono nad 800 m globine. Mnogo manj sladke vode je v rekah in jezerih, in sicer le 0,2×*1015 m3, medtem ko je v živih organizmih približno 0,0006×*1015 m3 vode.

## Voda v oceanih
Poleg celinskih zbiralnikov sladke vode sta v oceanih dve veliki nahajališči sladke vode in to v polarnem ledu Arktike in Antarktike. V teh dveh nahajališčih je 1,8 % celotnih zalog hidrosferske vode, njihov delež je potemtakem zelo pomemben.
Porazdelitev hidrosferske vode na različna zemeljska področja se je v zemeljski zgodovini seveda spreminjala. Tako se je v zadnjih dveh milijonih let led na zemeljskih tečajih periodično talil in ponovno nastajal. Če bi se ledeniki na obeh tečajih popolnoma raztalili, bi se morska gladina povečala za 60 m in morje bi poplavilo velike površine celin. V časih največje zamrznitve Zemlje (ledene dobe) se je morska gladina znižala za 140 m.
Takšne spremembe porazdelitve vodnih mas zemeljske hidrosfere so vplivale na samo Zemljo, hude posledice pa so imele tudi druga področja, na primer na sušna obdobja ali na katastrofalne poplave. Zaradi velike množine ledu se lahko spremeni tudi litosfera in sicer zaradi velikih pritiskov na kamnine, ki so pod ledom.